# 弘前市運動公園
弘前市運動公園（ひろさきしうんどうこうえん）は、青森県弘前市にある運動公園。

## 主な施設
- 野球場（愛称:はるか夢球場）
  - 2017年6月28日、29年ぶりに青森県でプロ野球一軍公式戦が開催された[2]。
  - ソフトボールの国際試合、国内リーグ戦に使用。
- 陸上競技場
  - 日本陸上競技連盟第2種公認
  - トラック：400m×8レーン（全天候）
  - フィールド：天然芝グラウンド
  - 収容人数：12,000人（メインスタンド2,000人、芝生席10,000人）
  - 室内練習走路：50ｍ×4レーン（全天候）
  - 球技場としても使用される。ブランデュー弘前FCやラインメール青森FCがホーム戦で使用。2016年には、天皇杯 JFA 全日本サッカー選手権大会の県予選である青森県サッカー選手権大会の準決勝、決勝が行われた。
- 青森県武道館
  - 多目的アリーナとしても使用されており、B2リーグ・青森ワッツがホームアリーナのひとつとしてホーム戦を開催。プロレスの興行なども開催されている。
- 球技場
  - 人工芝ピッチで300人収容可能なスタンド席を備える。ブランデュー弘前FCのホーム戦はもとより、練習やトレーニングマッチも行われている。
- テニスコート
- 多目的運動広場
- 歩くスキー常設コース (1周1.5 km)

## 交通アクセス
- 弘南鉄道運動公園前駅より徒歩2分

## 周辺
- 弘前医療福祉大学
- 弘前医療福祉大学短期大学部